# Gastrophryne carolinensis
Gastrophryne carolinensis és una espècie de granota que viu als Estats Units a l'àrea compresa entre Maryland, Florida, Missouri i Texas.